# 张军萍
张军萍（1977年12月—），女，汉族，中华人民共和国政治人物。现任上海市闵行区莘庄镇康城社区党委专职副书记。中共二十大代表。第十四届全国政协委员。